# Le Reniement de saint Pierre (Tournier)
Pour les articles homonymes, voir Le Reniement de saint Pierre.
Le Reniement de saint Pierre est un tableau réalisé par le peintre français Nicolas Tournier en 1625-1626. De format horizontal, cette huile sur toile est une peinture chrétienne représentant le reniement de Pierre dans un style caravagesque. Elle figure l'apôtre Pierre tournant le dos à un homme et une femme qui le questionnent sur sa relation à Jésus-Christ, dans le tiers droit de la composition. À gauche, quatre soldats romains jouent aux dés, tandis qu'un cinquième dort la tête posée sur un banc, en raccourci au premier plan. Legs de Pedro Fernández Durán, l'œuvre est conservée depuis 1931 au musée du Prado, à Madrid, en Espagne.

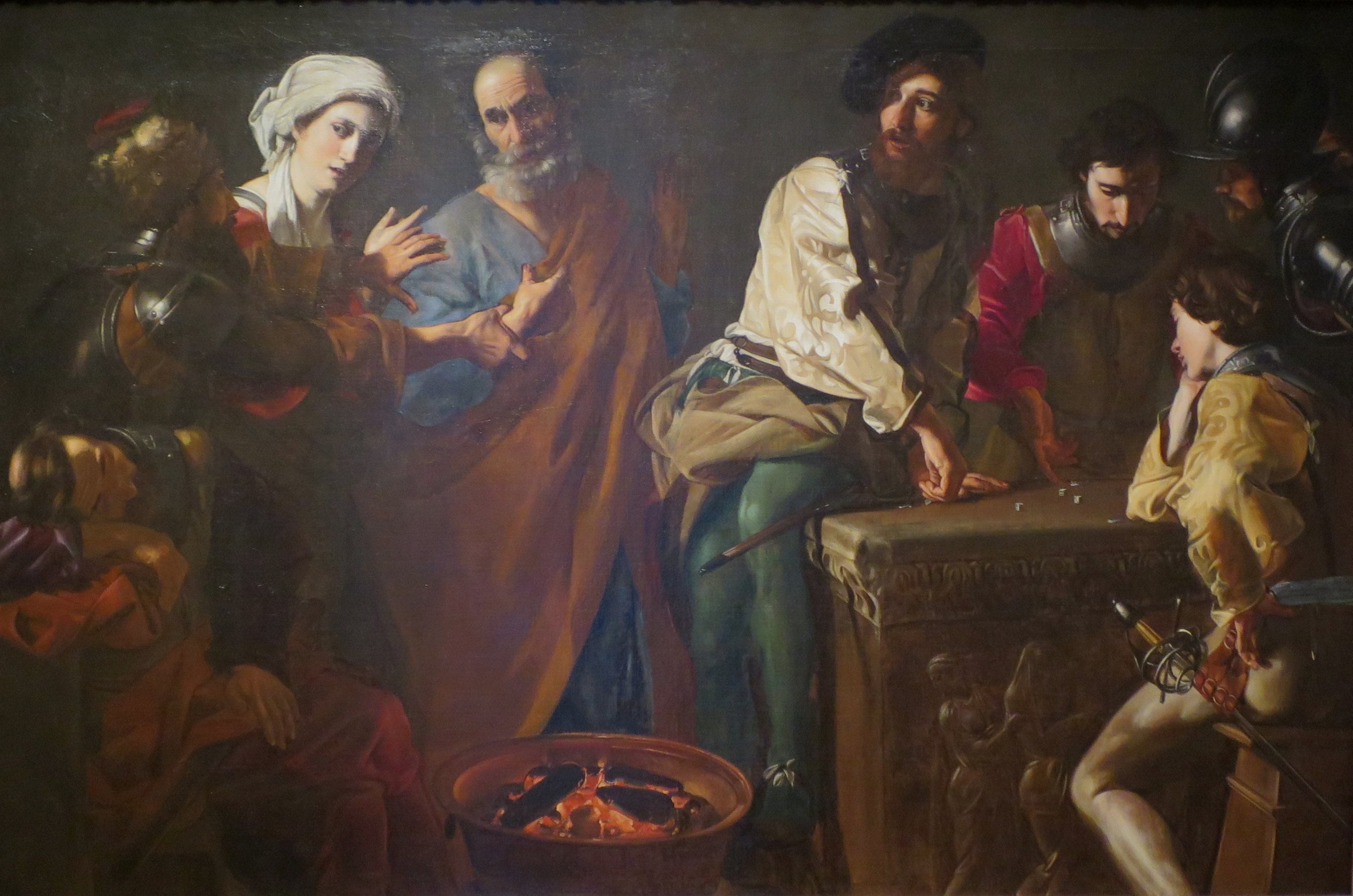
Le Reniement de saint Pierre, vers 1630 – High Museum of Art, Atlanta.
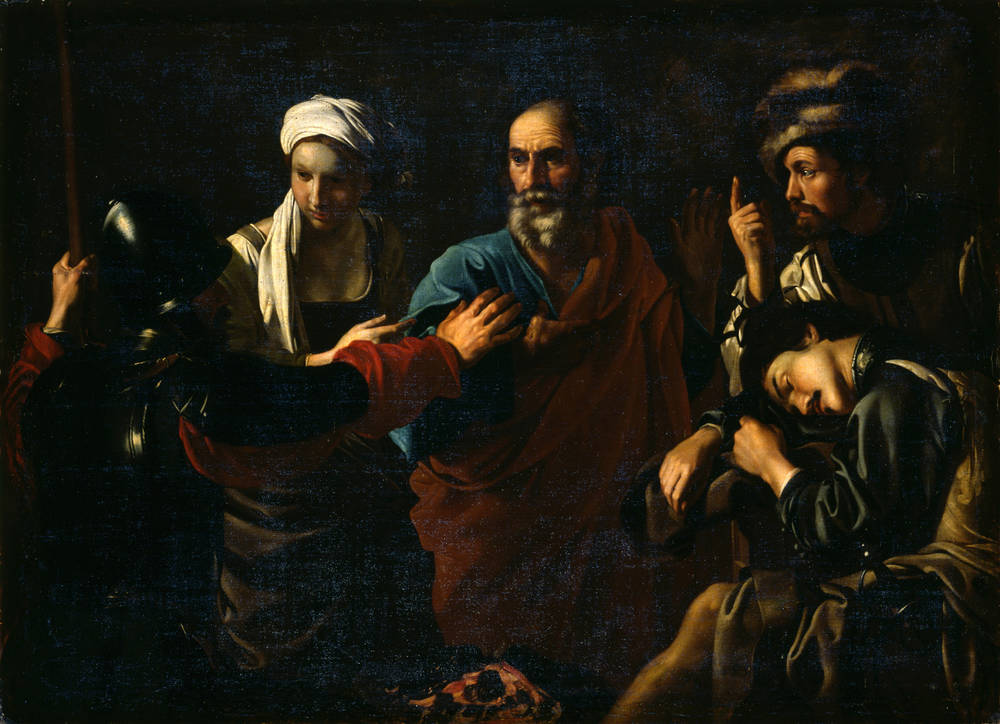
Le Reniement de saint Pierre, XVIIe siècle – Gemäldegalerie Alte Meister, Dresde.